# Gugu Mbatha-Raw
Gugulethu Sophia Mbatha (Oxford, Oxfordshire, Inglaterra, 21 de abril de 1983), conocida como Gugu Mbatha-Raw (/ˈɡuːɡuː əmˈbɑːtə rɔː/) es una actriz británica.
Ha trabajado en producciones de teatro y televisión británica. Se hizo conocida gracias a un personaje recurrente en la serie Doctor Who. Llamó la atención en las producciones estadounidenses, comenzando con un papel secundario en la comedia romántica de Tom Hanks Larry Crowne, y también protagonizó papeles en las series de televisión de corta duración Undercovers y en la serie Touch. Obtuvo reconocimiento de la crítica por su interpretación en el drama de época Belle y el drama romántico Más allá de las luces, recibiendo numerosas nominaciones y espaldarazo de los críticos de todo el mundo.

## Primeros años
Mbatha-Raw nació en Oxford, Inglaterra, en 1983, y creció en la ciudad de Witney, Oxfordshire. Sus apellidos son los de su padre y madre, y su nombre es la versión abreviada de «Gugulethu», una contracción de Igugu Lethu, que significa «nuestro tesoro» en zulú.
Su madre, Anne Raw, es una enfermera inglesa, y su padre, Patrick Mbatha, es un doctor originario de Sudáfrica. Mbatha-Raw asistió a la Escuela de Box Henry y participó en el National Youth Theatre. Demostró estar interesada en la actuación, la danza y el teatro musical desde una edad muy temprana. Se mudó a Londres para formarse en la Royal Academy of Dramatic Art en 2001.

## Carrera

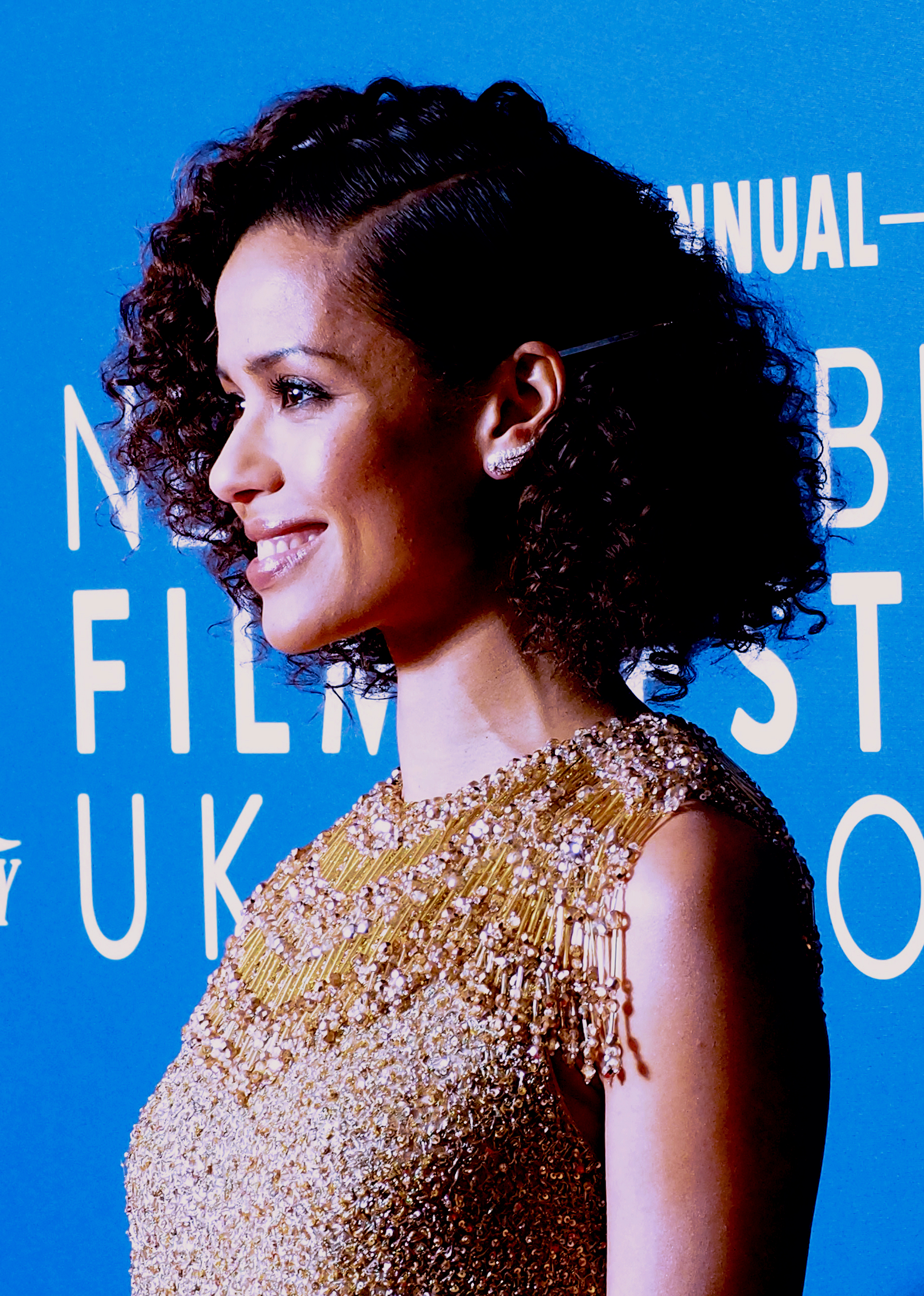
Gugu Mbatha-Raw en el Festival de Cine de Newport Beach (Reino Unido) en 2020.

### Inicios
Mbatha-Raw desempeñó papeles menores en series de televisión como Bad Girls (2006), Doctor Who (2007) y Marple (2007). Uno de sus primeros papeles en el teatro fue en Romeo y Julieta, en el Royal Exchange Theatre, Mánchester, en 2005, actuando como Julieta junto a Andrew Garfield como Romeo. Mbatha-Raw fue nominada como mejor actriz en los Manchester Evening News Theatre Awards por su interpretación de Julieta y también interpretó a Cleopatra en Antonio y Cleopatra en el mismo teatro en 2005.
En 2009, Mbatha-Raw fue elegida como Ofelia en Hamlet, junto a Jude Law en el papel principal.
En septiembre de 2010, fue elegida por J. J. Abrams para su serie de televisión Undercovers. Abrams la seleccionó después de verla en Hamlet. La serie fue cancelada dos meses más tarde.
En junio de 2011, Mbatha-Raw fue elegida como la protagonista femenina en el episodio piloto de Touch, una serie de la cadena Fox en la que compartió elenco junto a Kiefer Sutherland. También obtuvo un papel secundario en la película de comedia romántica Larry Crowne (2011), escrita y dirigida por Tom Hanks, quien además interpretó el papel principal.

### 2013-2015
En 2013 actuó en la película Belle, de Amma Asante, donde le tocaría recrear el papel de Dido Elizabeth Belle, una aristócrata mestiza de Gran Bretaña en el siglo XVIII.
La película se estrenó en el Festival Internacional de Cine de Toronto en 2013, donde fue adquirida por Fox Searchlight, y finalmente estrenándose en 2014. Mbatha-Raw fue nominada para numerosos premios por su trabajo en la película, incluyendo dos premios British Independent Film, uno por Mejor interpretación femenina y otro por Actriz/Actor más prometedor. También fue nominada para un Satellite Award a la Mejor actriz.
En 2014, Mbatha-Raw también actuó en Más allá de las luces (Beyond the Lights). La película se estrenó en el Festival Internacional de Cine de Toronto 2014. Por su trabajo en dicha película, Mbatha-Raw fue nominada como mejor actriz en los Premios Gotham de ese mismo año.
También en 2014, Mbatha-Raw fue reconocida por la revista Elle, en los Hollywood Awards en honor a las mujeres, por sus logros sobresalientes en el cine. Dichos premios abarcan todos los aspectos de la industria del cine, incluyendo la actuación, dirección y producción.
En reconocimiento a sus trabajos, fue nominada a un premio BAFTA como Estrella Naciente en 2015. Ese mismo año, obtuvo un papel secundario en la ópera espacial épica Jupiter Ascending.
El 3 de julio de 2015, se anunció que Mbatha-Raw sería elegida para el papel principal en la obra de teatro escrita por Jessica Swale Nell Gwynn, interpretando al personaje que le da nombre a la pieza, la amante del rey Carlos II de Inglaterra. La obra se estrenó en el Shakespeare's Globe el 19 de septiembre de 2015 y estuvo en cartelera hasta el 17 de octubre de ese año. Por este papel, fue nominada para un premio Evening Standard Theatre Award a la mejor actriz.
También en 2015, formó parte del elenco de la película biográfica Concussion, protagonizada por Will Smith. En dicha cinta se narra la historia real del Dr. Bennet Omalu, un neuropatólogo forense que descubrió por primera vez secuelas de extensos daños cerebrales en los jugadores de la National Football League y su lucha para tratar de poner fin a esto. El papel de Raw fue el de Prema Mutiso, la esposa del Dr. Omalu. La película se estrenó en el Festival AFI 2015.

### 2015-presente
A principios de 2015, se anunció que sería protagonista junto a Matthew McConaughey en una película biográfica sobre Newton Knight, titulada Free State of Jones y dirigida por Gary Ross, en la que interpretaría a la pareja de hecho de Knight, Rachel. La película tuvo su estreno el 26 de junio de 2016. En 2017 participó en la versión de acción real de La bella y la bestia, como Babette. En diciembre de 2015, Mbatha-Raw confirmó su rol como estrella invitada en un episodio de Black Mirror, titulado San Junípero, el cual fue estrenado en 2016.
También en 2016, tuvo un papel secundario en el film Miss Sloane, protagonizado por Jessica Chastain. La directora Gina Prince-Bythewood anunció en marzo de 2016 que Mbatha-Raw podría protagonizar su adaptación de la novela de Roxane Gay An Untamed State.
En 2019 actuó en el film neo-noir Motherless Brooklyn, dirigido y protagonizado por Edward Norton.
En 2021 Mbatha-Raw aparece en la serie Loki, de Marvel Studios y Disney+, donde interpreta el personaje de la Jueza Renslayer.

## Vida personal
Mbatha-Raw mantuvo una relación sentimental con el actor Harry Lloyd, hasta su separación en 2012.

## Filmografía

### Televisión
| Año       | Título                   | Rol                           | Notas                         |
| --------- | ------------------------ | ----------------------------- | ----------------------------- |
| 2004      | Holby City               | Collette Hill                 | Episodio: "Overload"          |
| 2006      | Walk Away and I Stumblee | Enfermera                     | Película para televisión      |
| 2006      | Vital Signs              | Eve                           | 5 episodios                   |
| 2006      | Bad Girls                | Fidelity Saunders             | 2 episodios                   |
| 2007      | Spooks                   | Jenny                         | 9 episodios                   |
| 2007      | Doctor Who               | Tish Jones                    | 4 episodios                   |
| 2007      | Agatha Christie's Marple | Tina Argyle                   | Episodio: Inocencia trágica   |
| 2007      | Doctor Who Confidential  | Ella misma                    | Entrevistada                  |
| 2008      | Lost in Austen           | Piranha                       | 2 episodios                   |
| 2008      | Bonekickers              | Viv Davis                     | 6 episodios                   |
| 2008      | Trial & Retribution      | Jenny Miller                  | Episodio: "The Box: Part 1"   |
| 2009      | Fallout                  | Shanice Roberts               | Película para televisión      |
| 2010      | Undercovers              | Samantha Bloom                | Papel principal; 13 episodios |
| 2012      | Touch                    | Clea Hopkins                  | 13 episodios (temporada 1)    |
| 2016      | Easy                     | Sophie                        | Episodio: "Chemistry Read"    |
| 2016      | Black Mirror             | Kelly Booth                   | Episodio: "San Junípero"      |
| 2019      | The Morning Show         | Hannah Shoenfeld              |                               |
| 2021-2023 | Loki                     | Jueza Ravonna Lexus Renslayer | 6 episodios                   |

### Cine
| Año  | Título                           | Rol                  | Notas |
| ---- | -------------------------------- | -------------------- | ----- |
| 2011 | Larry Crowne                     | Talia                |       |
| 2012 | Odd Thomas: cazador de fantasmas | Viola Peabody        |       |
| 2013 | Belle                            | Dido Elizabeth Belle |       |
| 2014 | Beyond the Lights                | Noni Jean            |       |
| 2015 | Jupiter Ascending                | Famulus              |       |
| 2015 | Concussion                       | Prema Mutiso         |       |
| 2016 | Free State of Jones              | Rachel Knight        |       |
| 2016 | The Whole Truth                  | Janelle              |       |
| 2016 | Miss Sloane                      | Esme Manucharian     |       |
| 2017 | La bella y la bestia             | Plumette             |       |
| 2018 | The Cloverfield Paradox          | Hamilton             |       |
| 2018 | Y nadie más que tú               | Abbie                |       |
| 2018 | A Wrinkle in Time                | Dra. Kate Murry      |       |
| 2019 | Motherless Brooklyn              | Laura Rose           |       |
| 2024 | Lift: un robo de primera clase   | Abby                 |       |

## Otros trabajos

### Teatro
| Año     | Título              | Rol                                   | Teatro                       | Notas            |
| ------- | ------------------- | ------------------------------------- | ---------------------------- | ---------------- |
| 1999    | Into the Woods      | Madre de la Cenicienta (u/s Rapunzel) | National Youth Music Theatre |                  |
| 2005    | Antonio y Cleopatra | Iras/Octavia                          | Royal Exchange in Manchester |                  |
| 2005    | Romeo y Julieta     | Julieta Capuleto                      | Royal Exchange in Manchester |                  |
| 2008    | Gethsemane          | Monique                               | National Theatre             |                  |
| 2009–10 | Hamlet              | Ophelia                               | Donmar West End y Broadway   | Junto a Jude Law |
| 2015    | Nell Gwynn          | Nell Gwynn                            | Shakespeare's Globe          |                  |

### Radio
| Año  | Título                | Rol           | Notas                                                                       |
| ---- | --------------------- | ------------- | --------------------------------------------------------------------------- |
| 2006 | Living with the Enemy | Sophie/Varios | BBC Radio 4, transmitido entre el 14 noviembre y el 19 de diciembre de 2006 |
| 2009 | Choice of Straws      | Michelle      | BBC Radio 4, The Saturday Play, transmitido el 19 de septiembre de 2009     |

## Premios y nominaciones
| Año  | Asociación                                              | Categoría                             | Trabajo nominado        | Resultado | Ref. |
| ---- | ------------------------------------------------------- | ------------------------------------- | ----------------------- | --------- | ---- |
| 2011 | NAACP Premios de imagen                                 | Actriz excepcional en Obra            | Undercovers             |           |      |
| 2012 | Negro Devanar Premios                                   | Más Breakthrough Rendimiento          | Larry Crowne            |           |      |
| 2014 | Asociación Afroestadounidense de Críticos de Películas. | Actriz mejor                          | Belle                   | [ 38 ]    |      |
| 2014 | Alianza de Periodistas de Película de las Mujeres       | Más Breakthrough Rendimiento          | Belle                   | [ 39 ]    |      |
| 2014 | Premios de Película Independientes británicos           | Actriz mejor                          | Belle                   | [ 40 ]    |      |
| 2014 | Capri, Hollywood                                        | Premio Capri a la estrella en ascenso | Beyond the Lights       | [ 41 ]    |      |
| 2014 | Asociación de Críticos de Cine de Chicago               | Intérprete más prometedor             | Belle                   |           |      |
| 2014 | Festival Internacional de Cine de Chicago               | Premio al artista emergente           | Beyond the Lights       | [ 42 ]    |      |
| 2014 | Sociedad de Críticos de Cine de Detroit                 | Artista revelación                    | Beyond the Lights       |           |      |
| 2014 | Círculo de Críticos de Cine de Florida                  | Premio Pauline Kael                   | Belle                   |           |      |
| 2014 | Premios Gotham                                          | Mejor actriz                          | Beyond the Lights       |           |      |
| 2014 | Satellite Awards                                        | Mejor actriz                          | Belle                   |           |      |
| 2015 | Premios BAFTA                                           | Premio a la estrella en ascenso       |                         |           |      |
| 2015 | Black Reel Awards                                       | Actriz excepcional                    | Belle Beyond the Lights |           |      |
| 2015 | NAACP Image Award                                       | Actriz excepcional                    | Belle                   |           |      |
| 2015 | Círculo de Críticos de Cine de Londres                  | Actriz británica del año              | Belle                   |           |      |